# Якби мені черевики…
«Якби мені черевики…» — вірш Тараса Шевченка, написаний 1848 року на Косаралі.

## Написання та публікація
Збереглося кілька чистових автографів вірша: автограф у «Малій книжці»; автограф у «Більшій книжці»; автограф на окремому аркуші, поданий до журналу «Народное чтение»; Автографи не датовано. Вірш датується за місцем автографа у «Малій книжці» серед творів 1848 року та часом зимівлі Аральської описової експедиції в 1848—1849 роках на Косаралі, орієнтовно: кінець вересня — грудень 1848 року, місце написання — Косарал. Вперше вірш надруковано у журналі «Народное чтение» (1859 рік, № 5, стор. 168).
Найраніший відомий текст — чистовий автограф у «Малій книжці», до якої вірш переписано під № 26 у шостому зшитку за 1848 рік, орієнтовно наприкінці 1849-го чи на початку 1850 року (до арешту 23 квітня), з невідомого ранішого автографа. 1858 року, не раніше 18 березня і не пізніше.
22 липня, Шевченко переніс твір з «Малої книжки» до «Більшої книжки», замінивши частину рядка 13. Згодом для журналу «Народное чтение» Шевченко переписав вірш з «Більшої книжки» з відміною в рядку 17 на окремий аркуш, поставивши над твором цифру 1. Під текстом вірша «Якби мені черевики…» та на зворотному боці аркуша під цифрою 2 він записав поезію «Один у другого питаєм…». Автографи без дати, під другим віршем підпис «Т. Ш.». Обидва твори надруковано у журналі «Народное чтение» 1859 року. Вірш «Якби мені черевики…» опубліковано без прізвища автора під назвою «Малороссийское стихотворение».
Вперше вірш введено до збірки творів у виданні: «Кобзарь Тараса Шевченка / Коштом Д. Е. Кожанчикова» (СПб., 1867 рік, стор. 475), де вірш надруковано за текстом «Більшої книжки». Того ж року за «Кобзарем» 1867 року вірш передруковано у книжці: «Поезії Тараса Шевченка» (Львів, 1867 рік, том 1, стор. 229).
Відомі списки вірша походять від публікації в «Основі» (1862 рік, № 2, стор. 1—2), яка зроблена за «Більшою книжкою»: у збірці «Сочинения Т. Г. Шевченка» (1862), у рукописному «Кобзарі» другої половини XIX ст..

## Сюжет
Вірш належить до так званої жіночої лірики Шевченка, за формою — це монолог дівчини. Написаний у дусі народної пісні, вірш має виразне соціальне спрямування. Відзначається вишуканою строфічною побудовою.

## Музика
Твір поклали на музику М. Лисенко, В. Заремба, Ф. Колесса, Є. Козак, І. Овадіс, П. Сениця, І. Шамо, А. Штогаренко та інші.